# Пиаш (Феррейра-ду-Зезере)
Пиаш (порт. Pias) — район (фрегезия) в Португалии, входит в округ Сантарен. Является составной частью муниципалитета Феррейра-ду-Зезере. По старому административному делению входил в провинцию Рибатежу. Входит в экономико-статистический субрегион Медиу-Тежу, который входит в Центральный регион. Население составляет 534 человека на 2001 год. Занимает площадь 9,87 км².
Покровителем района считается Сан-Луиш (порт. São Luís).